# Viršuliškės
Viršuliškės seniūnija (litauisk: Viršuliškių seniūnija) er en bydel i Vilnius på højre side af Neris.
Viršuliškės seniūnija består af kvarteret Virsuliskes.